# SoUltimatum
SoUltimatum è il secondo progetto di Royal Frenz pubblicato il 19 dicembre 2012, anticipato dal singolo Cielo. Si discosta dal precedente, grazie al lavoro di Giuseppe Pugliese (MammutProject) che produce l'intero progetto portando sonorità di stampo R&B e Nu-Soul. Un concept album che ripercorre la storia di una relazione amorosa, a partire dall'appuntamento fino al distacco. 
È disponibile in copia fisica e scaricabile via iTunes, Amazon, Deezer e Spotify.
Il video di Cielo è stato girato al Paracentro dell'aeroporto di Magadino e vede tra le sue scene un lancio con paracadute tandem.

## Tracce
1. Appuntamento
2. Sex ain't love
3. Mentirai
4. Resto qui
5. Diverso
6. Cielo
7. Cielo (Spanish version)
8. I R I N A (vs. Ryan Leslie)